# Cordulegaster heros
Cordulegaster heros är en trollsländeart. Cordulegaster heros ingår i släktet Cordulegaster och familjen kungstrollsländor. IUCN kategoriserar arten globalt som nära hotad.

## Underarter
Arten delas in i följande underarter:
- C. h. heros
- C. h. pelionensis

## Bildgalleri

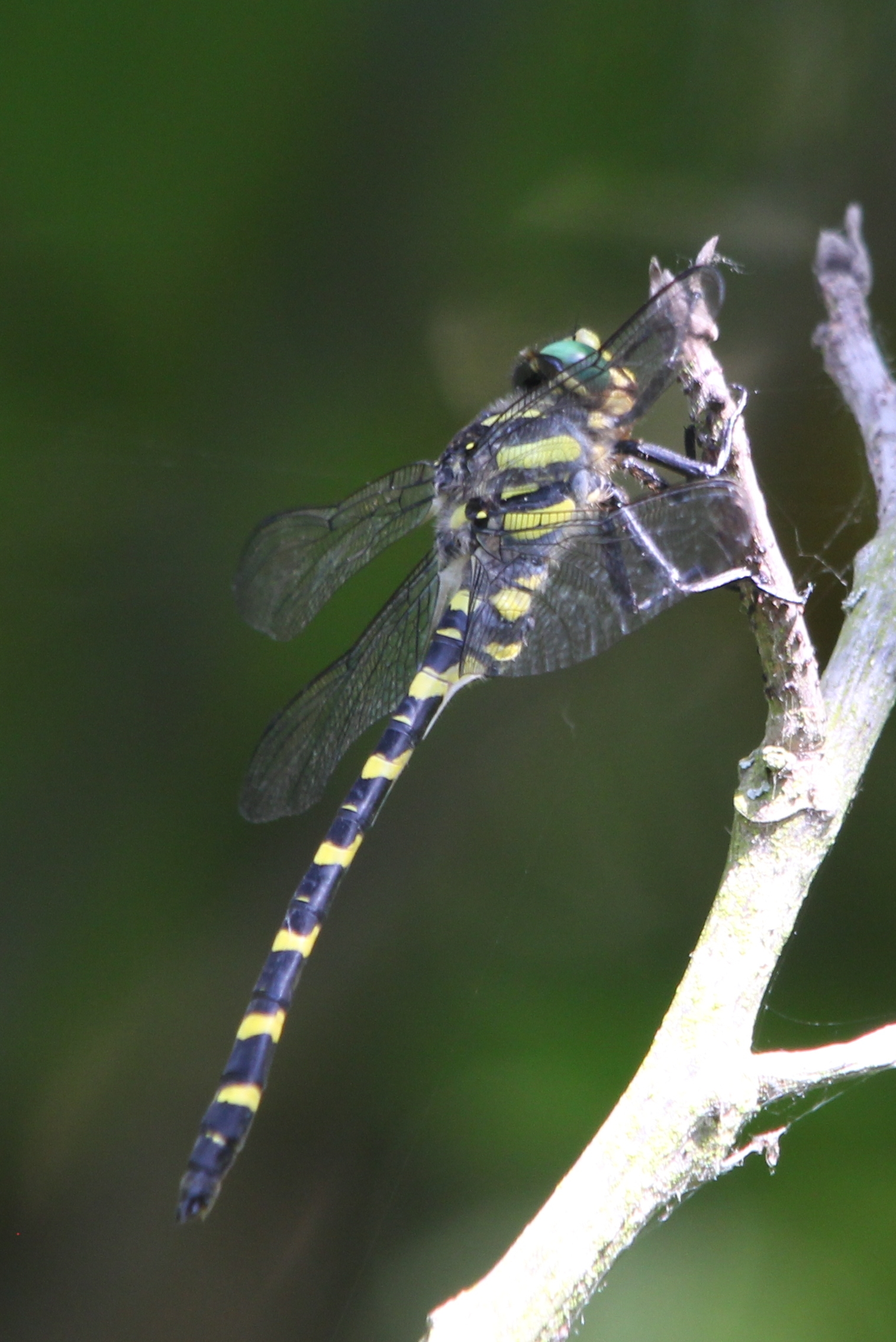
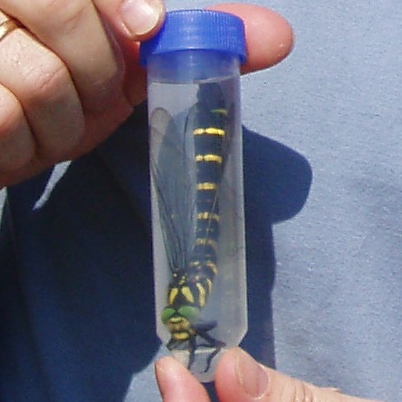